# Condado de Ginebra
El condado de Ginebra fue una jurisdicción feudal centrada inicialmente en torno a la ciudad de Ginebra. Existió desde el año 801 del siglo IX hasta el 1724 del siglo XVIII.

## Territorio
A finales del siglo VI , Ginebra se convierte en el centro del pagus major genevensis o Comitatus genevensis correspondiente a las diócesis de Ginebra que por un largo partidos:
- Pagus minor Genevensis- el Bajo-Genevois
- Pagus minor Albanensis- que corresponde a la Albanais , con las regiones de Annecy y Rumilly , y el valle de Faverges
- Pagus minor Alingiensis o Chablais - pertenecían a los cargos de Maurienne , futuros condes de Saboya
- Pagus minor Falciniacus - la alta Faucigny

El condado limita al norte con el lago de Ginebra, al este con el territorio de Faucigny y cuyos señores eran vasallos de los conteos, al sur de Saboya y Occidente País de Gex cuyos señores dependían de los recuentos.
Los cargos de Ginebra controlan un territorio en la zona de los Prealpes, pero hay que tener en cuenta la importancia del poder temporal de los obispos en la ciudad de Ginebra , que están en la soberanía del Sacro Imperio Romano Germánico. Las tensiones son frecuentes, por ejemplo, 10 de octubre de 1219 Aymon de Grandson obtiene el honor de Guillermo II de Ginebra para el condado, mientras que su hermano mayor Humberto Ginebra todavía se cuentan, y por lo tanto toma el poder y la transmite a los hijos.

## Historia
En 888 Rodolfo fue erigido en rey de la Bourgogne transjurane, y varios nobles ostentarón el título de Conde de Ginebra en la Alta Borgoña del siglo IX. El progenitor de los Condes de Ginebra fue Conrado I, posible conde palatino de Borgoña, en Vienne. El conde Conrad murió alrededor de 1003 en el exilio, durante la rebelión de Hermann II (su hermano duque de Suabia, de la Dinastía Conradina). Su hijo, Roberto, conde de Ginebra, nació alrededor de 970 y murió alrededor de 1020.

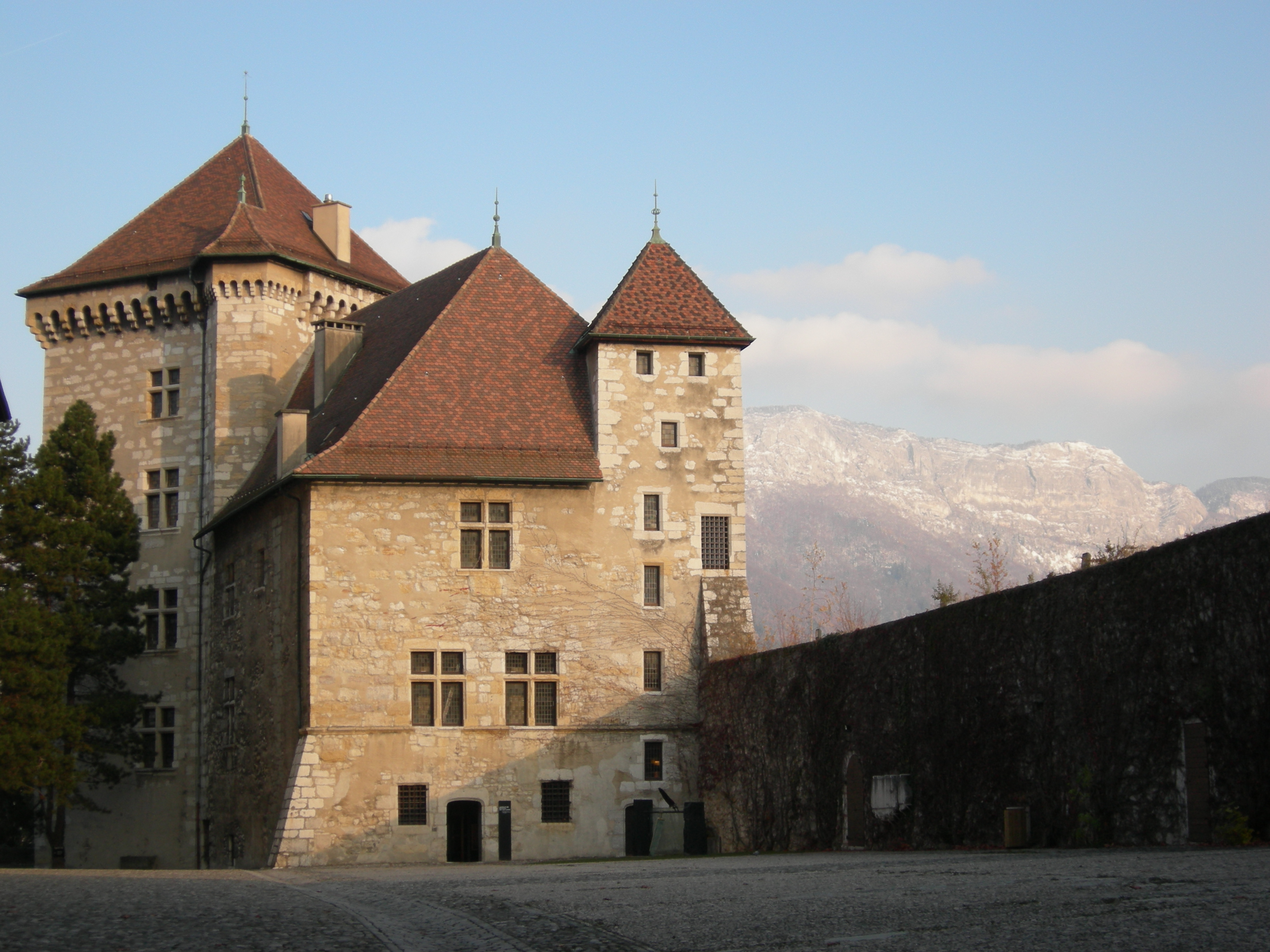
Castillo de Annecy

Geraldo I, el primer conde herditario de Ginebra es el segundo sobrino del último rey de Borgoña Rodolfo III de Borgoña, y tenía importantes posesiones entre el lago de Ginebra y el lago Bourget.
En 1045 el conde se convirtió en vasallo del emperador del sacro imperio. El condado nunca jugó un papel importante como entidad feudal. La ciudad de Ginebra y sus alrededores se conservaron, pero los accesos al extremo occidental del lago Lemán, que habían hecho la posición estratégica, pronto se perdieron. En 1124 Ginebra se constituyó en ciudad libre bajo la autoridad del obispo. Mientras que los condes de Saboya rodeaban el territorio y controlaban las rutas comerciales. A partir de 1219 en adelante, el bastión y capital de los condes fue Annecy. En 1355 Saboya adquirió una parte del condado, Gex por una complicada herencia. En 1401 el conde Otón de Thoi y Villars vendió el condado al conde Amadeo VIII de Saboya, Amadeo V de Ginebra, duque desde 1416, pero los herederos de Otón se opusieron a la venta y se produjeron luchas que duraron 23 años hasta que en 1424 Amadeo de Saboya compró los derechos a todos los pretendientes. Desde entonces quedó vincular a la casa de Saboya pero en algunos momentos fue dado a miembros secundarios de la dinastía y finalmente a la rama de los Saboya-Nemours. El condado quedó incorporado al ducado de Saboya el 1724 y fue ocupado por Francia el 1797.

## Condes de Ginebra
El Condado de Ginebra estuvo regido por tres familias:

### Casa de Ginebra
Condes no confirmados según Samuel Guichenon, en Histoire généalogique de la royale maison de Savoie (1660)
- ? - 901  : Roberto I de Ginebra (870/880 - † 901)
- ? - 932  : Albino I Ginebra , (900 - † 931/932), hijo
- ? - 963  : Conrad I de Ginebra (930 - † 963), hijo
- 963 - 974  : Conrado II de Ginebra (930 - † 974), Conrado I hermano
- 974 - 1001  : Alberto I de Ginebra (960 - † 1001, Conrado I nieto

Linaje conocido:
- 1001 -v. 1023  : Gerard I de Ginebra (1023 † c.), Su hijo, conde de Vienne Mauriena y Ginebra
- c. 1.023 c. 1080  : Gerard II de Ginebra (. A veces llamado Conon, 1080 † c), su hijo
- c. 1080 Fecha de - 1128  : Aymon I de Ginebra , su hijo.
- 1128 - 1178  : Amadeus I de Ginebra , su hijo
- 1178 - 1195  : Guillermo I de Ginebra , su hijo
- 1195 - 1220  : Umberto I de Ginebra , su hermano
- 1220 - 1252  : Guillermo II de Ginebra , su hermano
- 1252 - 1265  : Rodolfo I de Ginebra (. V 1220-1265), su hijo
- 1265 - 1280  : Aymon II de Ginebra († 1280), su hijo. Nuevo escudo de armas
- 1280 - 1308  : Amadeus II de Ginebra († 1308), su hermano
- 1308 - 1320  : Guillermo III de Ginebra (1286-1320), su hijo
- 1320 - 1367  : Amadeo III de Ginebra (v.1311-1367), su hijo
- 1367 - 1367  : Aymon III de Ginebra († 1367), su hijo
- 1367 - 1369  : Amadeu IV de Ginebra († 1369), su hermano
- 1369 - 1370  : Juan I de Ginebra († 1370), su hermano
- 1370 - 1392  : Pedro I de Ginebra († 1392), su hermano
- 1392 - 1394  : Roberto II de Ginebra (1342-1394), su hermano, antipapa de Aviñón bajo el nombre de Clemente VII

### Cámara de Thoiré
- 1394 - 1400  : Humberto II , sobrino por parte de madre de Roberto II
- 1400 - 1402  : Odón I , tío paterno Humberto VII

### Casa de Saboya
Desde 1402, el condado de Ginebra pertenece a los condes de Saboya, excepto en periodos se da en la prerrogativa de las ramas más jóvenes de la Casa de Saboya .
- 1402 - 1434  : Amadeo VIII de Saboya, conde y luego duque de Saboya
- 1434 - 1444  : Felipe de Saboya (1417 † 1444), su hijo, recibe el condado en el sello
- 1444 - 1460  : Luis, Duque de Saboya (1413 † 1465), duque de Saboya, su hermano
- 1460 - 1482  : Luis de Saboya (1436 † 1482), su hijo, recibe el condado en el sello
- 1482 - 1491  : Juan de Saboya (1440 † 1491), su hermano, recibe el condado en el sello
- 1491 - 1496  : Carlos II de Saboya (1489-1496), duque de Saboya, nieto de Luis I
- 1496 - 1497  : Felipe II de Saboya sin tierra (1438-1497), duque de Saboya, su gran - tío, el hijo de Luis I
- 1497 - 1504  : Filiberto II de Saboya el hermoso (1480-1504), duque de Saboya, su hijo
- 1504 - 1514  : Carlos III de Saboya (1486-1553), duque de Saboya, su hermano
- 1514 - 1533  : Felipe de Nemours (1490 † 1533), recibe el condado en panágio su hermano
- 1533 - 1585  : Jacobo de Saboya-Nemours (1531 † 1585), duque de Ginebra en 1564, su hijo
- 1585 - 1595  : Carlos Manuel de Saboya-Nemours (1567 † 1595), su hijo
- 1595 - 1632  : Enrique I de Saboya-Nemours (1572 † 1632), su hermano
- 1632 - 1641  : Luis de Orleans, duque de Nemours (1615 † 1641), duque de Ginebra, su hijo
- 1641 - 1652  : Carlos Amadeo de Saboya-Nemours, duque de Nemours (1624 † 1652), su hermano
- 1652 - 1659  : Enrique II de Saboya-Nemours (1625 † 1659)
- 1659 - 1724  : María Juana Bautista de Saboya-Nemours (1644 † 1724), hija de Carlos Amadeu
- Casada con Carlos Manuel II de Saboya (1634 † 1675), duque de Saboya y príncipe de Piamonte

Posteriormente, el condado de Ginebra se unió al ducado de Saboya.
Desde 1424, el condado de Ginebra pertenece a la Casa de los condes de Saboya Casa como un atributo.